# Resbud
EQUNICO to międzynarodowa grupa kapitałowa z siedzibą w Polsce, która działa w różnych branżach, w szczególności w sektorze budownictwa, inżynierii lądowej oraz energetyki. Grupa została założona z myślą o realizacji projektów infrastrukturalnych, dostosowanych do potrzeb zarówno rynku polskiego, jak i uzbeckiego.

## Kluczowe spółki
W skład grupy kapitałowej EQUNICO wchodzą następujące  spółki:
- EQUNICO SE – spółka dominująca[3]
- CONPOL SP. Z O.O. – spółka w 100% kontrolowana przez EQUNICO SE, specjalizująca się w budownictwie i inżynierii lądowej[4]
- UNIWERSIM SP. Z O.O. – spółka  w 100% kontrolowana przez EQUNICO SE, specjalizująca się w produkcji mas bitumicznych dla drogownictwa[5]
- ELEKTRQISHLOQQURILISH JSC – uzbecka spółka notowana na giełdzie w Uzbekistanie, w której EQUNICO SE posiada 58,41% udziałów, zajmująca się projektami związanymi z infrastrukturą energetyczną[6]

## Zakres działalności
Grupa EQUNICO  oferuje szeroki zakres usług, w tym:
- budowę obiektów inżynierii lądowej

- wznoszenie konstrukcji żelbetowych

- wytwarzanie mieszanek mineralno-asfaltowych do stosowania w warstwach konstrukcji podłoża drogowego

- produkcję konstrukcji stalowych dla potrzeb sieci energetycznych, przemysłowych i cywilnych

- budowę i modernizację instalacji linii energetycznych (PTL) oraz stacji elektroenergetycznych

- dostawy materiałów i sprzętu dla dużych inwestycji infrastrukturalnych[7]

## Obecność na rynku
EQUNICO SE koncentruje swoje działania głównie na rynku polskim oraz uzbeckim, ze szczególnym naciskiem na sektor infrastruktury drogowej, budownictwa oraz energetyki. Spółka notowana jest na Giełdzie Papierów Wartościowych w Warszawie od września 2007 roku.
Kapitał zakładowy EQUNICO SE wynosi 34 704 306 EUR, liczba wyemitowanych akcji: 315 493 684.

## Zarząd EQUNICO SE
- Krzysztof Długosz – Prezes Zarządu[9]
- Joanna Dyja – Członek Zarządu[10]